# Roy Hähnlein
Roy Hähnlein (* 2. März 1987 in Glauchau) ist ein deutscher Eishockeyspieler, der seit 2020 erneut beim EHV Schönheide 09 in der Eishockey-Regionalliga spielt.

## Karriere
Hähnlein begann seine Karriere 2004 in der Juniorenabteilung des ETC Crimmitschau in der Junioren-Bundesliga. In der Saison 2006/07 spielte er erstmals in der Profimannschaft der Eispiraten, für die er insgesamt 34 2.-Bundesliga-Spiele bestritt.
Hähnlein stand ab 2006 bei den Eispiraten Crimmitschau unter Vertrag, kam aber auch, um Spielpraxis zu erlangen, mit einer Förderlizenz beim ESC Halle 04 in der Oberliga zum Einsatz. Während der Saison 2008/09 wechselte er fest nach Halle (Saale).
Weitere Stationen seiner Karriere waren der EHV Schönheide 09, der EC Harzer Falken, erneut der EVS Halle und seit 2020 abermals der EHC Schönheide 09.

## Karrierestatistik
(Legende zur Spielerstatistik: Sp oder GP = absolvierte Spiele; T oder G = erzielte Tore; V oder A = erzielte Assists; Pkt oder Pts = erzielte Scorerpunkte; SM oder PIM = erhaltene Strafminuten; +/− = Plus/Minus-Bilanz; PP = erzielte Überzahltore; SH = erzielte Unterzahltore; GW = erzielte Siegtore; 1 Play-downs/Relegation; Kursiv: Statistik nicht vollständig)